# James Stewart, 4. vévoda z Lennoxu
James Stewart, 4. vévoda z Lennoxu (James Stewart, 4th Duke of Lennox, 1st Duke of Richmond, 4th Earl of Darnley, 4th Baron dAubigny, Darnley, Dalkeith, Torboltoun and Aberdour, 3rd Baron Clifton of Leighton Bromswold) (6. dubna 1612, Skotsko – 30. března 1655, Skotsko) byl anglický dvořan a vojevůdce z vedlejší linie královského rodu Stuartovců. Od dětství jako dědic skotských šlechtických titulů zastával vysoké hodnosti u dvora, byl rytířem Podvazkového řádu a v roce 1641 získal anglický titul vévody z Richmondu. Za anglické občanské války se jako příbuzný Karla I. vojensky angažoval v královské armádě. Do smrti byl formálním držitelem řady vysokých funkcí a byl pohřben v rodinné hrobce ve Westminsterském opatství. Jeho manželkou byla Mary Villiers (1622–1685), dcera 1. vévody z Buckinghamu.

## Životopis

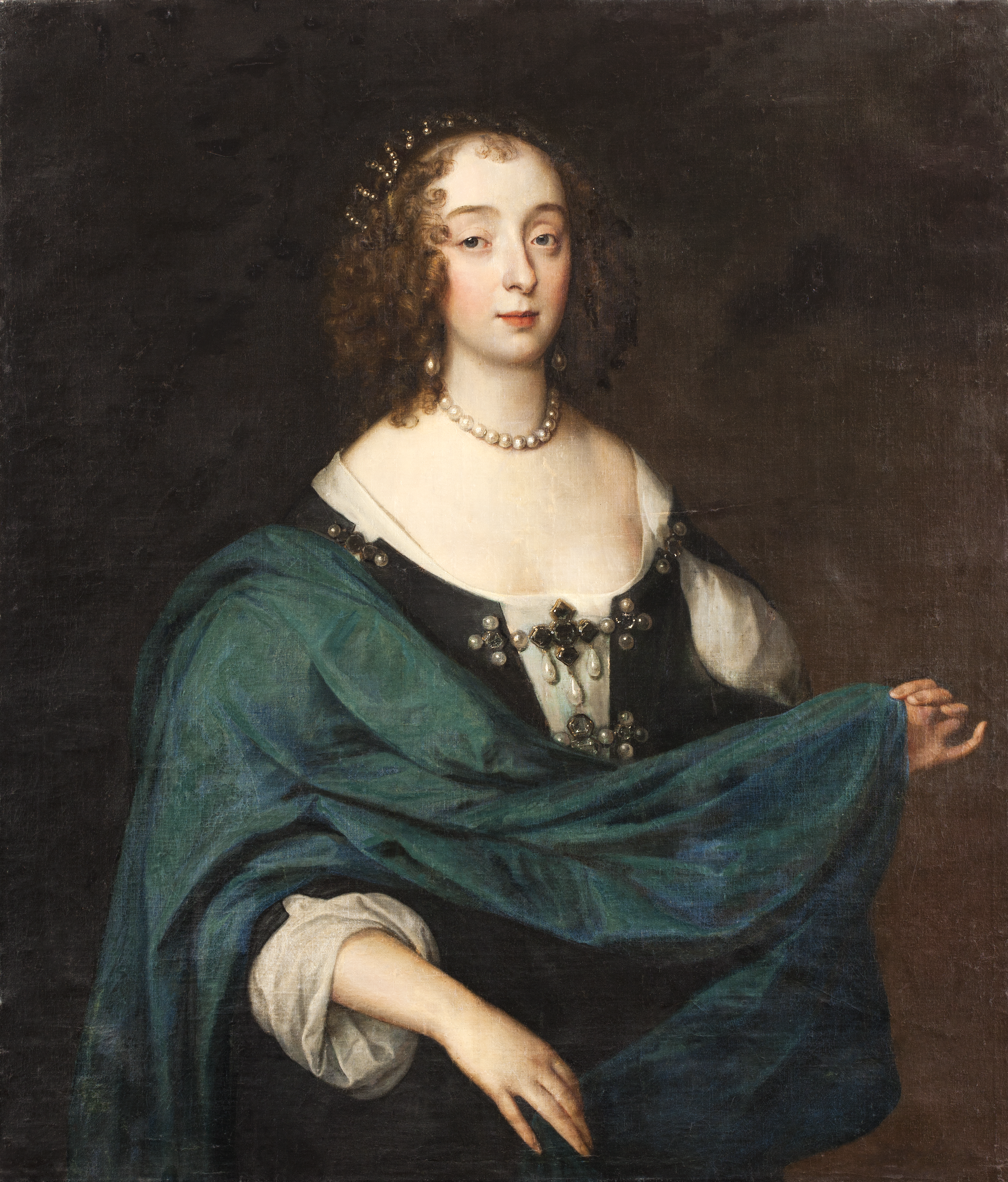
Mary Villiers, vévodkyně z Richmondu a Lennoxu, dcera 1. vévody z Buckinghamu

Pocházel z vedlejší linie královského rodu Stuartovců, byl nejstarším synem Esme Stewarta, 3. vévody z Lennoxu (1579–1624). Po otci zdědil v roce 1624 skotské rodové tituly a zároveň dědičnou hodnost nejvyššího komořího ve Skotsku (1624–1655), od roku 1626 byl ve Skotsku též dědičným lordem velkoadmirálem (funkci převzal osobně v roce 1633). Od dětství žil u dvora svého vzdáleného bratrance Karla I., kde byl od roku 1625 královským komořím. V roce 1632 získal titul španělského granda I. třídy a v roce 1633 obdržel Podvazkový řád. Po matce zdědil v roce 1637 baronát Clifton a s tímto titulem vstoupil do anglické Sněmovny lordů, později byl v Anglii povýšen na vévodu z Richmondu (1641). V letech 1641–1642 zastával funkci lorda strážce pěti přístavů (tento post převzal po zemřelém 2. hraběti ze Suffolku, s nímž byl též vzdáleně spřízněn.
Na počátku občanské války se jako bratranec krále Karla I. postavil na královskou stranu. V roce 1643 strávil několik měsíců v zahraničním exilu, ale pak se vrátil do Anglie a zúčastnil se obrany Oxfordu proti parlamentní armádě, bojoval také v bitvě u Naseby. V roce 1644 byl jmenován lordem nejvyšším komořím v Anglii a funkci formálně užíval i po popravě Karla I., stejně tak do smrti zastával dědičné hodnosti ve Skotsku. Konec života strávil v ústraní na svých statcích ve Skotsku, kde také zemřel, pohřben byl ve Westminsterském opatství.

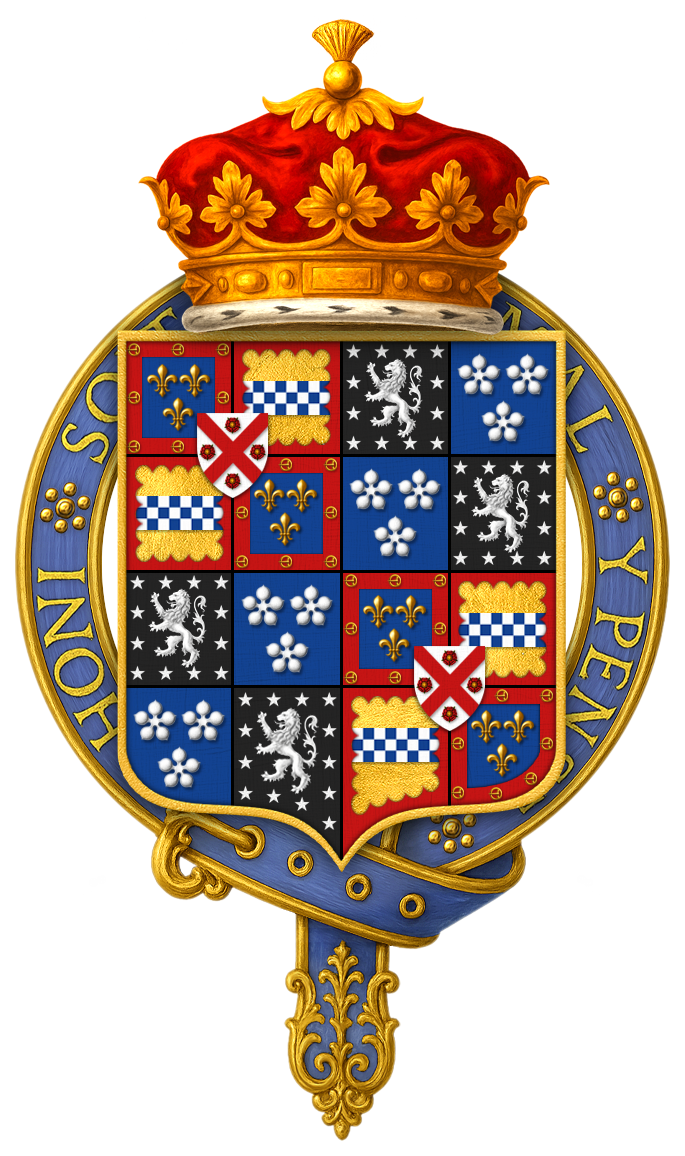
Erb vévody z Lennoxu a Richmondu s dekorací Podvazkového řádu

V roce 1637 se oženil s Mary Villiersovou (1622–1685), dcerou 1. vévody z Buckinghamu. Ta byla v době sňatku již vdovou po lordu Charlesu Herbertovi, mladším synovi 4. hraběte z Pembroke. Z jejich manželství pocházely tři děti, dědicem vévodských titulů byl syn Esme Stewart (1649–1660), který zemřel v dětství. Dcery Mary Stewart (1651–1668) byla manželkou generála Richarda Butlera, 1. hraběte z Arranu, syna 1. vévody z Ormonde.
V této linii vymřel rod Stewartů v roce 1672, krátce nato udělil vévodské tituly z Richmondu a z Lennoxu král Karel II. svým nemanželským synům.